# Управління попитом на транспорт
Управління попитом на транспортні послуги або управління попитом на транспорт (УПТ) — це застосування стратегій і політик для підвищення ефективності транспортних систем, які зменшують попит на перевезення або перерозподіляють цей попит у просторі або в часі.
На транспорті, як і в будь-якій мережі, управління попитом може бути економічно ефективною альтернативою збільшенню пропускної здатності. Підхід до управління попитом на транспорті також має потенціал для досягнення кращих результатів для довкілля, покращення здоров'я населення, зміцнення громад та процвітання міст. Методи УПТ пов'язані з громадськими рухами за сталий транспорт і підтримують їх.
Асоціація приміських перевезень (The Association for Commuter Transportation, US) визначає УПТ як використання стратегій інформування та заохочення користувачів до максимальної ефективності транспортної системи, що призводить до покращення мобільності, зменшення заторів та зниження рівня викидів від транспортних засобів.

## Передісторія
Термін «УПТ» виник у США в 1970-1980-х роках і пов'язаний з економічними наслідками різкого зростання цін на нафту під час нафтової кризи 1973 року та енергетичної кризи 1979 року. Коли з'явилися довгі черги на заправках, стало очевидно, що для економії енергії, покращення якості повітря та зменшення заторів у пікові періоди необхідно створити альтернативи одномісним поїздкам на роботу і додому.
Концепція УПТ запозичена з європейського транспортного планування, яке ніколи не ґрунтувалося на припущенні, що приватний автомобіль є найкращим або єдиним рішенням для міської мобільності. Наприклад, нідерландська Схема транспортної структури з 1970-х років вимагала, щоб попит на додаткові транспортні засоби задовольнявся лише «за умови позитивного внеску в суспільний добробут», а з 1990 року містила чітку мету скоротити вдвічі темпи зростання автомобільного руху.
Відносно низькі і стабільні ціни на нафту в 1980-х і 1990-х роках призвели до значного збільшення кількості поїздок на автотранспорті, як безпосередньо через те, що люди стали частіше подорожувати автомобілем на більші відстані, так і опосередковано через те, що в містах з'явилися райони приміського житла, віддалені від магазинів і робочих місць, що зараз називається міським розростанням (urban sprawl). Тенденції в логістиці вантажних перевезень, зокрема перехід від залізничних і каботажних перевезень до автомобільних, а також вимога доставляти вантажі точно в строк, призвели до того, що вантажні перевезення зростали швидше, ніж загальний транспортний рух.
Оскільки кількість поїздок на транспорті швидко зростала з 1980 до 2000 року, це означає, що (за деякими винятками) методи управління попитом не були широко і успішно застосовані протягом цього періоду. Маломасштабні проекти, спрямовані на створення альтернатив одномісним поїздкам до міста, були поширеними, але, як правило, вони здійснювалися поза межами процесу транспортного планування. Однак багато методів з інструментарію управління попитом було розроблено в цей період.

Біла книга уряду Великої Британії з питань транспорту ознаменувала зміну напрямку. У вступі до Білої книги прем'єр-міністр Тоні Блер заявив, що:
Ми визнаємо, що ми не можемо просто побудувати наш шлях до вирішення проблем, з якими ми стикаємося. Це було б екологічно безвідповідально і не спрацювало б.
У супровідному документі до Білої книги під назвою «Розумніший вибір» досліджувався потенціал для збільшення масштабів невеликих і розрізнених ініціатив зі сталого розвитку транспорту, які на той час відбувалися по всій Британії, і було зроблено висновок, що комплексне застосування цих методів може зменшити кількість автомобільних поїздок у пікові періоди в міських районах більш ніж на 20 %.

## Термінологія
Починаючи з 2010 року, фахівці в галузі транспорту припускають, що УПТ часто розуміють просто як набір нечітко пов'язаних між собою ініціатив, і що це нерозуміння обмежує справжній потенціал концепції. Практики УПТ виявили, що УПТ є набагато ефективнішим, коли його розглядають як філософський підхід, який з часом стає наріжним каменем сталих міських транспортних систем. З'являється нова парадигма транспортного планування, визнана на міжнародному рівні як УПТ, яка охоплює такі концепції, як «управління мобільністю» та «активне управління подорожами» під своєю парасолькою.
Вирішальне значення для створення сталої міської транспортної системи має інтеграція філософії УПТ у планування міського транспорту, а також у щоденне управління та експлуатацію транспортних послуг та інфраструктури. Здається, що управління попитом на транспортні послуги здебільшого розглядається як набір «м'яких заходів», спрямованих на просування варіантів сталого розвитку транспорту, або програм, спрямованих на просування і пропозицію спільних поїздок. Управління попитом означає різні речі для різних дисциплін. Наприклад, для фахівців з інформаційних технологій (ІТ) управління попитом — це нова технологія надання інформації; для операційних менеджерів управління попитом — це контроль потоку на автомагістралях; для економістів — це встановлення плати для досягнення рівноваги системи з пропускною спроможністю; для маркетологів — це просування інноваційних кампаній; а для багатьох політиків УПТ залишається в основному невідомим поняттям.
Концепція стала заплутаною, оскільки кожна дисципліна намагалася пристосувати її до свого набору інструментів. Таке « ізольоване» мислення перешкоджає інтеграції політики, яка необхідна для розробки стратегії сталого розвитку міського транспорту. Залишається багато плутанини щодо того, що має включати в себе система сталого транспорту. Тому корисно розглянути різні підходи до сталого транспорту з різних точок зору, від слабкої до сильної сталості. Загалом зусилля, спрямовані на подолання впливу транспорту на зміну клімату, до цього часу були здебільшого зосереджені на технологіях. Вплив цього технологічного підходу в транспортному секторі був дуже обмеженим. УПТ має потенціал для переходу транспортного сектору від слабкої до сильної сталості, поєднуючи зміну поведінки з технологічними вдосконаленнями.
У цьому контексті управління попитом на транспортні послуги розуміється як набагато ширша концепція. Використання цього терміна передбачає, що воно супроводжується впровадженням сталої мобільності, запровадженням оплати за повними витратами та організаційними або структурними заходами для забезпечення ефективної спільної роботи широкого спектру взаємодоповнювальних заходів для реалізації переваг сталого розвитку транспорту. Саме об'єднальна філософія УПТ, а не конкретні заходи, пов'язані з нею, лежить в основі політичної мети створення більш сталої системи транспорту. Ця філософія управління попитом визнає, що задовольнити необмежений попит на перевезення непрактично, і тому системою потрібно управляти. Попит на транспортні послуги потребує управління: 
- Розширення пропозиції та доступності (більш сталих) альтернатив;
- Контролю попиту на використання несталих видів транспорту;
- Забезпечення стимулів та винагород для формування звичок сталого пересування; та
- Запровадження повної вартості користування автомобілем.

## Обґрунтування для управління попитом на поїздки

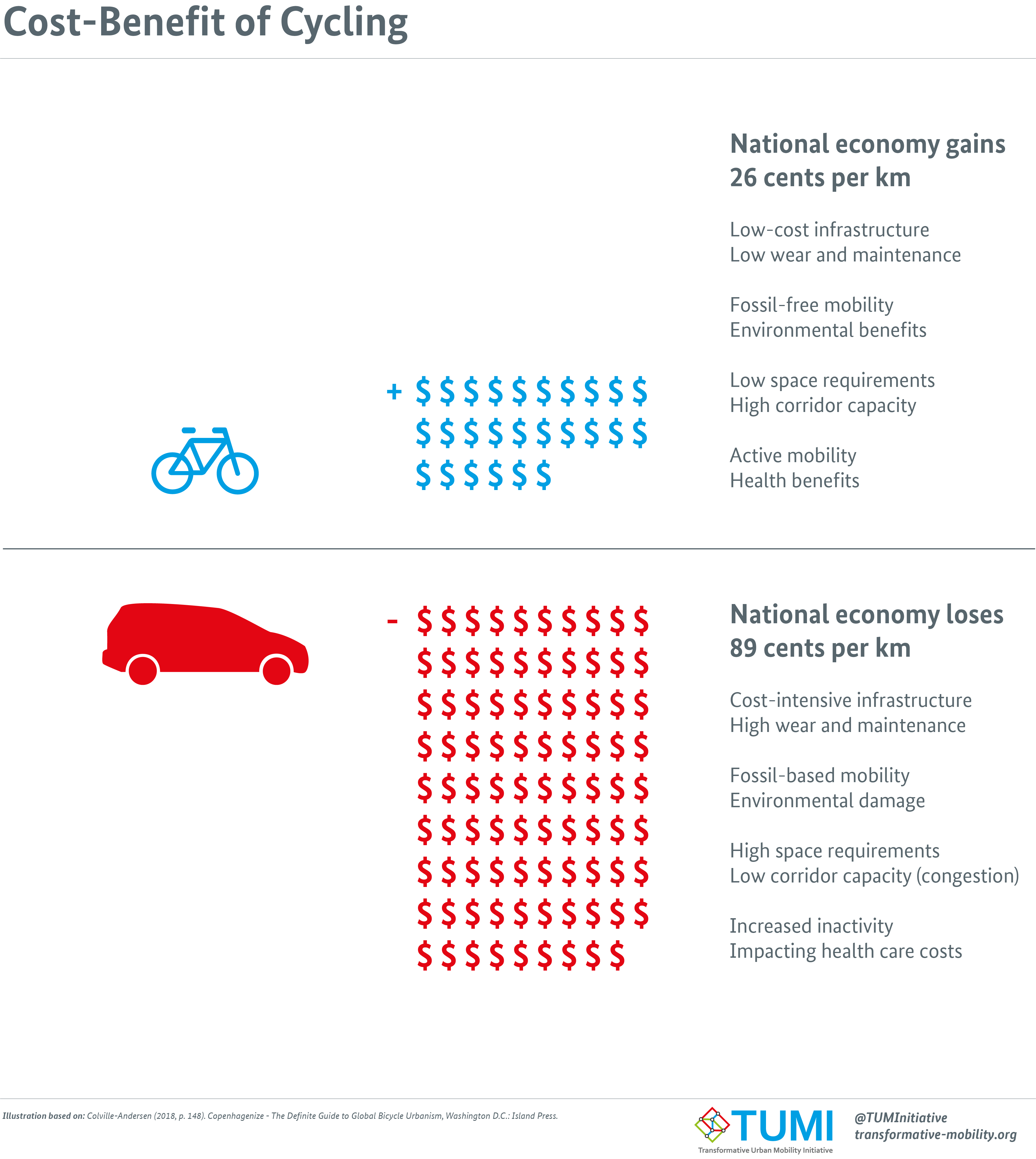
Фінансова вигода від велоруху (в доларах США за кілометр)

Потреба в управлінні попитом на подорожі стала нагальною через низку причин, що збігаються.
Ціни на нафту вже пройшли попередній пік 1980 року, а 95 % всієї енергії, що використовується на транспорті, — це нафта. Кількість поїздок автотранспортом у Сполучених Штатах, яка неухильно зростала від початку спостережень, почала вирівнюватися до підвищення цін на пальне і зараз знижується. Частково це зниження, ймовірно, пов'язане з тим, що люди здійснюють менше поїздок, що має потенційно далекосяжні економічні та соціальні наслідки. Країни та міста, в яких автомобіль є одним з багатьох засобів пересування, мають більше шансів на процвітання, бо люди можуть менше їздити за кермом, але при цьому матимуть змогу подорожувати громадським транспортом, безпечно їздити на велосипеді, ходити пішки до місцевих магазинів та закладів, або ж працювати чи навчатися з дому.
Транспортні системи відповідають за 23 % викидів парникових газів, пов'язаних з енергією, і зростають швидше, ніж будь-який інший енергоспоживчий сектор. Управління попитом є центральним елементом зусиль зі скорочення викидів парникових газів від міського транспорту.

Зростання кількості поїздок на автотранспорті пов'язане з низкою проблем зі здоров'ям, включаючи погану якість міського повітря, дорожньо-транспортний травматизм і смертельні випадки, а також зниження фізичної активності. Всесвітня організація охорони здоров'я заявила у 2003 році: 
Ми занепокоєні тим, що сучасні моделі транспорту, в яких переважає моторизований автомобільний транспорт, мають значний негативний вплив на здоров'я.
Ефективність розширення проїжджої частини доріг в управлінні заторами на дорогах все частіше ставиться під сумнів. Доведено, що значна частина руху на нових або розширених дорогах є стимульованою (індукованою).
Зростання сталого транспортного руху мобілізує суспільний попит на інвестиції в безпечніші, більш придатні для життя міста з більшим вибором варіантів пересування.

## Інструментарій для управління попитом
Існує широкий набір заходів УПТ, зокрема:
- Асоціації управління транспортом: залучення державних і приватних коштів для збільшення використання спільних поїздок та інших варіантів поїздок на роботу, які зменшують затори на дорогах і покращують якість повітря
- Включення або покращення елементів дизайну, орієнтованих на пішоходів, як-от короткі пішохідні переходи, широкі тротуари та вуличні дерева.
- Зобов'язання користувачів парковок сплачувати витрати напряму, а не перекладати їх на інших через підвищення орендної плати та податкові субсидії.
- Включення та покращення інфраструктури громадського транспорту, наприклад, входів до метро, автобусних зупинок та маршрутів.
- Субсидування витрат на громадський транспорт для працівників або мешканців.
- Об'єкти та середовище, сприятливі для велосипедистів, включаючи безпечні місця для зберігання велосипедів та душові кабіни. Див. розділ Інженерія велосипедного транспорту
- Створення об'єктів активного транспорту (АТ), включаючи велодоріжки та багатофункціональні стежки.
- Надання інформаційних інструментів для користувачів, включаючи вдосконалення інтелектуальних транспортних систем, мобільні та соціальні додатки, інструменти для пошуку маршрутів та інші методи для просування альтернатив одномісним транспортним засобам (SOV).
- Гнучкі робочі години з роботодавцями для зменшення заторів у години пік
- Активне управління дорожнім рухом
- Плата за затори в години пік.
- Раціоналізація дорожнього простору або альтернативні дні поїздок шляхом обмеження поїздок на основі номерного знаку в певний час і в певних місцях.
- Плани поїздок на роботу
- Перерозподіл дорожнього простору, спрямований на відновлення балансу між приватними автомобілями, які часто переважають через значні площі, відведені для придорожніх парковок, та сталими видами транспорту.
- Дорожні збори, що залежать від часу, відстані та місця (TDP), коли учасники дорожнього руху платять за проїзд залежно від того, коли, куди і скільки вони їдуть. Деякі транспортні експерти вважають, що ціноутворення TDP є невід'ємною частиною наступного покоління в управлінні попитом на транспортні послуги.